# Féternes
Féternes és un municipi francès situat al departament de l'Alta Savoia i a la regió d'Alvèrnia-Roine-Alps. L'any 2007 tenia 1.291 habitants.

## Demografia

### Població
El 2007 la població de fet de Féternes era de 1.291 persones. Hi havia 460 famílies de les quals 100 eren unipersonals (36 homes vivint sols i 64 dones vivint soles), 120 parelles sense fills, 212 parelles amb fills i 28 famílies monoparentals amb fills.
La població ha evolucionat segons el següent gràfic:
Habitants censats

### Habitatges
El 2007 hi havia 578 habitatges, 477 eren l'habitatge principal de la família, 65 eren segones residències i 36 estaven desocupats. 487 eren cases i 87 eren apartaments. Dels 477 habitatges principals, 370 estaven ocupats pels seus propietaris, 87 estaven llogats i ocupats pels llogaters i 20 estaven cedits a títol gratuït; 2 tenien una cambra, 32 en tenien dues, 64 en tenien tres, 123 en tenien quatre i 256 en tenien cinc o més. 434 habitatges disposaven pel capbaix d'una plaça de pàrquing. A 188 habitatges hi havia un automòbil i a 271 n'hi havia dos o més.

### Piràmide de població
La piràmide de població per edats i sexe el 2009 era:
| Homes | Edats   | Dones |
| ----- | ------- | ----- |
| 0     | 95 o +  | 0     |
| 4     | 90 a 94 | 4     |
| 0     | 85 a 89 | 8     |
| 4     | 80 a 84 | 0     |
| 8     | 75 a 79 | 20    |
| 40    | 70 a 74 | 20    |
| 16    | 65 a 69 | 28    |
| 32    | 60 a 64 | 32    |
| 16    | 55 a 59 | 32    |
| 24    | 50 a 54 | 24    |
| 68    | 45 a 49 | 32    |
| 32    | 40 a 44 | 68    |
| 84    | 35 a 39 | 52    |
| 40    | 30 a 34 | 60    |
| 24    | 25 a 29 | 4     |
| 20    | 20 a 24 | 20    |
| 48    | 15 a 19 | 24    |
| 44    | 10 a 14 | 36    |
| 40    | 5 a 9   | 48    |
| 44    | 0 a 4   | 36    |

## Economia
El 2007 la població en edat de treballar era de 849 persones, 643 eren actives i 206 eren inactives. De les 643 persones actives 607 estaven ocupades (336 homes i 271 dones) i 36 estaven aturades (11 homes i 25 dones). De les 206 persones inactives 52 estaven jubilades, 87 estaven estudiant i 67 estaven classificades com a «altres inactius».

### Ingressos
El 2009 a Féternes hi havia 472 unitats fiscals que integraven 1.316 persones, la mediana anual d'ingressos fiscals per persona era de 19.713 €.

### Activitats econòmiques
Dels 51 establiments que hi havia el 2007, 1 era d'una empresa extractiva, 3 d'empreses alimentàries, 2 d'empreses de fabricació d'altres productes industrials, 11 d'empreses de construcció, 8 d'empreses de comerç i reparació d'automòbils, 2 d'empreses de transport, 3 d'empreses d'hostatgeria i restauració, 5 d'empreses immobiliàries, 7 d'empreses de serveis, 3 d'entitats de l'administració pública i 6 d'empreses classificades com a «altres activitats de serveis».
Dels 15 establiments de servei als particulars que hi havia el 2009, 1 era una oficina de correu, 1 taller de reparació d'automòbils i de material agrícola, 1 guixaire pintor, 4 fusteries, 2 lampisteries, 2 electricistes, 2 perruqueries, 1 restaurant i 1 agència immobiliària.
Dels 2 establiments comercials que hi havia el 2009, 1 era una botiga de més de 120 m² i 1 una botiga de menys de 120 m².
L'any 2000 a Féternes hi havia 29 explotacions agrícoles que ocupaven un total de 504 hectàrees.

## Equipaments sanitaris i escolars
El 2009 hi havia 1 escola maternal i 1 escola elemental.

## Poblacions més properes
El següent diagrama mostra les poblacions més properes.